# Политическая структура Токелау
Глава государства Токелау — Король Великобритании Карл III, представленная администратором.
Руководитель правительства возглавляет так называемый Совет Файпуле, в который входят три избранных представителя — по одному от каждого из атоллов. Совет выполняет функции правительства.
Администратор назначается Министром иностранных дел и торговли Новой Зеландии, а глава правительства избирается из членов Совета на один год.
Законодательная власть принадлежит однопалатному парламенту (45 мест) — General Fono.
В состав парламента Советы старейшин атоллов (Taupulega) избирают по 15 представителей на срок 3 года.
11 ноября 2004 Токелау и Новая Зеландия предприняли шаги к подготовке договора, согласно которому Токелау сможет стать свободно ассоциированным государством с Новой Зеландией.